# 原口初太郎
原口 初太郎（はらぐち はつたろう、明治9年（1876年）1月29日 - 昭和24年（1949年）4月30日）は、日本の陸軍軍人、政治家。最終階級は陸軍中将。衆議院議員、貴族院議員。玄洋社社員。

## 経歴
福岡県糟屋郡青柳村に、旧福岡藩士・常岡藤三の二男として生れ、原口幸一の養子となる。福岡県立尋常中学修猷館を経て、1896年11月、陸軍士官学校（8期）を卒業、優等生として恩賜品を授与されている。同期には林銑十郎がいる。
1897年、陸軍砲兵少尉となるが、陸軍砲工学校高等科を卒業後、1902年8月、陸軍大学校（19期）に入学。在学中に日露戦争に従軍したため、卒業したのは1907年11月となる。成績は優等であり、恩賜の軍刀が授与されている。同期には、荒木貞夫、阿部信行、真崎甚三郎がいる。
1911年11月、イギリス大使館附武官補佐官に任命される。この頃、在英国大使館には同じ修猷館出身の参事官山座円次郎、二等書記官広田弘毅、大蔵省専売局書記富田勇太郎がおり、夜ごと山座の部屋に集っては、博多弁丸出しの談論風発で親交を深めている。
帰国後、1914年、日独戦争において、青島守備軍参謀として青島攻囲軍に参加（青島の戦い）し、帰還後、1917年8月、陸軍砲兵大佐となり野砲兵第17連隊長を務める。1918年11月、参謀本部欧米課長に就任し、シベリア出兵において福田雅太郎参謀長に従って2度シベリアに赴き、参謀本部シベリア主任として画策する。
1921年7月、陸軍少将に昇格してアメリカ大使館附武官として渡米し、ワシントン会議に随員として出席。この時に見たアメリカの巨大な工業力に衝撃を受け、以後、対米非戦論者となっている。
1925年5月、野戦重砲兵第4旅団長を経て、1926年3月、陸軍中将に昇格し陸軍野戦砲兵学校長に就任。その後、1927年7月、陸軍砲工学校長、1928年5月、第5師団長を歴任する。1930年8月、予備役となる。
1932年2月、第18回衆議院議員総選挙において当選し、以後当選3回。衆議院議員在任中は、大政翼賛会に反対する急先鋒となり、反対代議士の座長となって奮闘した。このため、時の陸軍大臣東條英機の逆鱗に触れ、東條は「原口を剥官せねばならぬ」と息巻いたほどであった。1942年4月、第21回衆議院議員総選挙では大政翼賛会の推薦なしで立候補し、落選した。
戦後、1945年12月19日、貴族院勅選議員に任命され、1946年7月3日まで在任した。その後、公職追放を受けた。追放中の1949年に死去した。墓所は和田堀廟所。

## 栄典
位階
- 1897年（明治30年）10月15日 - 正八位[7]
- 1899年（明治32年）12月26日 - 従七位[8]
- 1917年（大正6年）8月30日 - 従五位[9]
- 1921年（大正10年）8月30日 - 正五位[10]
- 1926年（大正15年）4月2日 - 従四位[11]
- 1928年（昭和3年）9月1日 - 正四位[12]

勲章
- 1924年（大正13年）11月28日 - 勲二等瑞宝章[13]